# 高锝酰氟
高锝酰氟是一种无机化合物，化学式为TcO3F，最初由H. Selig和G. Malm在1963年合成。它可由氟气和二氧化锝反应得到，生成的TcO3F挥发出之后有冷阱收集。它可以由高锝酸钾和五氟化铋在氟化氢中反应得到。它可以水解，生成高锝酸和氢氟酸。它和五氟化砷（或五氟化锑）在氟化氢中反应，可以得到TcO2F2AsF6（或TcO2F2SbF6）。